# Obsèques nationales au Québec

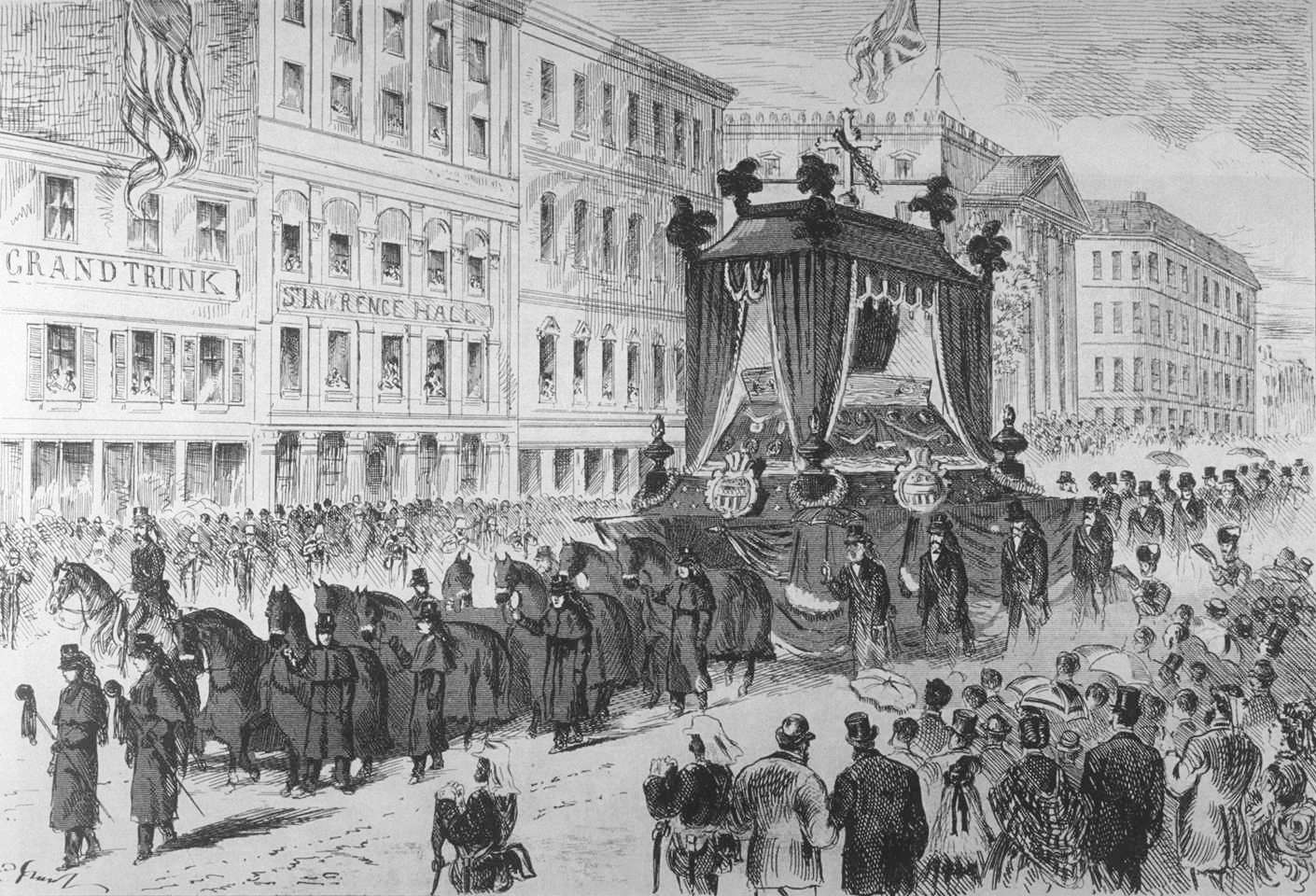
Funérailles de George-Étienne Cartier, premier ministre du Bas-Canada, en 1873.

Au Québec, les obsèques nationales sont décrétées par le gouvernement du Québec. Deux types d'obsèques sont originellement définis par le service du protocole, soit les funérailles d'État et les funérailles nationales. Un troisième type d'obsèques constitue depuis plus récemment une possibilité, soit la cérémonie d'hommage nationale, une cérémonie laïque. Les proches du défunt possèdent toujours la possibilité de décliner l'offre du gouvernement et de s'en tenir à des funérailles privées.

## Liste des obsèques

### Funérailles d'État
Les funérailles d'État sont réservées aux premiers ministres et aux présidents de l'Assemblée nationale. Le salon rouge du Parlement est rendu accessible au public pour la chapelle ardente. Le drapeau du Québec est mis en berne dès l'annonce du décès jusqu'au crépuscule du jour des funérailles. Des agents de la Sûreté du Québec portent le cercueil, lequel est recouvert du fleurdelisé.
| Date              | Nom                   | Fonction             | Lieu                                         |
| ----------------- | --------------------- | -------------------- | -------------------------------------------- |
| 10 septembre 1959 | Maurice Duplessis     | Premier ministre     | Cathédrale de l'Assomption de Trois-Rivières |
| 30 septembre 1968 | Daniel Johnson (père) | Premier ministre     | Basilique-cathédrale Notre-Dame de Québec    |
| 20 octobre 1970   | Pierre Laporte        | Ministre en exercice | Basilique Notre-Dame de Montréal             |
| 25 février 1973   | Jean-Jacques Bertrand | Premier ministre     | Église Sainte-Rose-de-Lima de Cowansville    |
| 15 décembre 1980  | Jean Lesage           | Premier ministre     | Basilique-cathédrale Notre-Dame de Québec    |
| 5 novembre 1987   | René Lévesque         | Premier ministre     | Basilique-cathédrale Notre-Dame de Québec    |
| 22 novembre 1993  | Gérard D. Levesque    | Député en exercice   | Basilique-cathédrale Notre-Dame de Québec    |
| 20 octobre 1996   | Robert Bourassa       | Premier ministre     | Basilique Notre-Dame de Montréal             |
| 4 juin 2015       | Jacques Parizeau      | Premier ministre     | Église Saint-Germain d'Outremont             |
| 13 novembre 2018  | Bernard Landry        | Premier ministre     | Basilique Notre-Dame de Montréal             |

### Funérailles nationales
Quant à elles, les funérailles nationales sont offertes aux différentes personnalités ayant joué un rôle majeur dans la société en ayant marqué leur domaine d'activité. Le drapeau est mis en berne le jour des funérailles, de l'aube au crépuscule.
| Date              | Nom                            | Carrière                      | Lieu                                                  |
| ----------------- | ------------------------------ | ----------------------------- | ----------------------------------------------------- |
| 26 mai 1967       | Lionel Groulx                  | Historien                     | Basilique Notre-Dame de Montréal                      |
| 21 décembre 1996  | Gaston Miron                   | Poète                         | Église de Sainte-Agathe-des-Monts                     |
| 16 mars 1999      | Camille Laurin                 | Personnalité politique        | Basilique Notre-Dame de Montréal                      |
| 31 mai 2000       | Maurice Richard                | Hockeyeur                     | Basilique Notre-Dame de Montréal                      |
| 18 mars 2002      | Jean-Paul Riopelle             | Peintre                       | Église de l'Immaculée-Conception de Montréal          |
| 24 juillet 2002   | Louis Laberge                  | Syndicaliste                  | Basilique-cathédrale Marie-Reine-du-Monde de Montréal |
| 13 février 2004   | Claude Ryan                    | Personnalité politique        | Basilique Notre-Dame de Montréal                      |
| 5 décembre 2009   | Gilles Carle                   | Cinéaste                      | Basilique Notre-Dame de Montréal                      |
| 11 septembre 2010 | Claude Béchard                 | Personnalité politique        | Cathédrale Sainte-Anne de Sainte-Anne-de-la-Pocatière |
| 10 décembre 2014  | Jean Béliveau                  | Hockeyeur                     | Basilique-cathédrale Marie-Reine-du-Monde de Montréal |
| 22 janvier 2016   | René Angélil                   | Impresario                    | Basilique Notre-Dame de Montréal                      |
| 2 avril 2016      | Marie-Claire Kirkland-Casgrain | Personnalité politique        | Basilique-cathédrale Marie-Reine-du-Monde de Montréal |
| 9 août 2018       | Paul Gérin-Lajoie              | Personnalité politique        | Basilique-cathédrale Marie-Reine-du-Monde de Montréal |
| 3 mai 2022        | Guy Lafleur                    | Hockeyeur                     | Basilique-cathédrale Marie-Reine-du-Monde de Montréal |
| 1 juin 2024       | Jean-Pierre Ferland            | Auteur-compositeur-interprète | Basilique-cathédrale Marie-Reine-du-Monde de Montréal |

### Cérémonie d'hommage national
Ou commémoration nationale.
| Date              | Nom                                               | Carrière                                          | Lieu                                           |
| ----------------- | ------------------------------------------------- | ------------------------------------------------- | ---------------------------------------------- |
| 10 septembre 2012 | Denis Blanchette                                  | Victime de l'Attentat du Métropolis               | Église Saint-Donat de Montréal                 |
| 16 février 2013   | Richard Garneau                                   | Commentateur sportif                              | Maison symphonique de Montréal                 |
| 4 octobre 2013    | Michel Brault                                     | Cinéaste                                          | Église Saint-Mathieu de Belœil                 |
| 13 février 2014   | Fernand Leduc                                     | Peintre                                           | Édifice Jean-Pierre Perreault                  |
| 20 octobre 2018   | Lise Payette                                      | Personnalité politique                            | Cinéma Impérial de Montréal                    |
| 11 mars 2021      | Aux victimes de la pandémie de Covid-19 au Québec | Aux victimes de la pandémie de Covid-19 au Québec | Place de l'Assemblée-Nationale                 |
| 31 mars 2022      | Marc-André Bédard                                 | Personnalité politique                            | Cathédrale Saint-François-Xavier de Chicoutimi |
| 28 novembre 2023  | Karl Tremblay                                     | Musicien                                          | Centre Bell                                    |
| 15 juillet 2025   | Serge Fiori                                       | Musicien                                          | Salle Wilfrid-Pelletier                        |

## Discrétion gouvernementale
Parfois les demandes de funérailles nationales de la part de familles de grandes personnalités décédées leur sont refusées pour des raisons discrétionnaires, par ex. au motif que l'État ne devrait pas payer avec de l'argent public des célébrations destinées à être un recueillement purement privé où le public n'aurait même pas accès à la chapelle ardente. Puisque la demande de funérailles nationales est une demande publique, les médias québécois annoncent souvent le refus de funérailles nationales d'une personne célèbre au moyen de titres d'actualité comme « Pas de funérailles nationales pour [nom de la personne décédée] ». La demande de funérailles nationales comporte donc le risque qu'un refus du gouvernement soit rendu public. Pour la journaliste et femme politique Christine St-Pierre, il est par contre difficile de comprendre l'absence de critères rigoureux quant à l'octroi de funérailles nationales; ainsi, elle s'explique mal comment des funérailles nationales peuvent être accordées d'un côté à Guy Lafleur mais refusées peu de temps après à Jean Lapointe, alors que leur degré de notoriété publique était comparable dans leurs domaines d'activité respectifs. C'est ainsi que des funérailles nationales n'ont pas été organisées pour Pierre Bourgault, Michel Côté, Jean Lapointe, Claude Léveillée, Alys Robi, Janine Sutto et Victor-Lévy Beaulieu, notamment.

## Funérailles généralement non accessibles au public
En règle générale, les funérailles d'État ne sont pas accessibles au public, bien que le caractère public des funérailles d'État fait en sorte qu'elles sont souvent télédiffusées ou webdiffusées à l'ensemble de la population par des médias publics tels que Radio-Canada. Par contre, lors de l'exposition en chapelle ardente avant les funérailles, « le public peut s’y présenter pour rendre hommage au défunt et offrir ses condoléances à la famille ». Bien qu'elles relèvent du protocole fédéral de funérailles d'État, les funérailles de Brian Mulroney à la basilique Notre-Dame de Montréal illustrent le fait que le public peut typiquement rendre ses derniers hommages au défunt lors de la chapelle ardente, mais que ce ne sont généralement que les personnes invitées par la famille et non pas les membres du public qui peuvent participer à la cérémonie de funérailles d'État en tant que telle. Les funérailles d'État sont donc en règle générale des rassemblements d'amis et de membres de la famille, de dignitaires, de personnalité politiques ou d'autres personnes célèbres plutôt qu'un rassemblement incluant le peuple.
Toutefois, les circonstances individuelles des obsèques nationales peuvent varier, chaque cas étant un cas d'espèce. C'est ainsi que lors de la cérémonie d'hommage de Karl Tremblay, des billets gratuits au Centre Bell ont été rapidement distribués au public en l'espace d'une trentaine de minutes, plusieurs billets ayant ensuite été revendus à fort prix (500 $).